# Patrizia Manassero
Patrizia Manassero (Cuneo, 1º ottobre 1960) è una politica italiana, sindaca di Cuneo dal 4 luglio 2022.

## Biografia
Ha conseguito la maturità con il massimo dei voti presso l'istituto tecnico commerciale Bonelli di Cuneo nel 1979. Dal 1980 ha iniziato a lavorare presso l'istituto bancario Sanpaolo di Torino.
Nel 2002 viene eletta consigliera comunale di maggioranza a Cuneo nel gruppo Ds-Cuneo Viva e ricopre il ruolo di vicepresidente del consiglio comunale. Nel 2006 e fino al 2007 è componente del consiglio di amministrazione di Fingranda S.p.a. in rappresentanza di Finpiemonte S.p.a.
Nel 2007 è riconfermata in consiglio comunale e viene chiamata a fare parte della giunta guidata dal sindaco Alberto Valmaggia con delega al bilancio, patrimonio, quartieri e frazioni. Ricopre questa carica fino al 2012.
Alle elezioni politiche del 2008 viene candidata al Senato della Repubblica, tra le liste del Partito Democratico per la circoscrizione Piemonte, ma non risulta eletta.
Nel 2009 si presenta alle elezioni provinciali di Cuneo a sostegno del candidato del centrosinistra Mino Taricco. Nonostante la sconfitta della coalizione, con una buona affermazione personale viene eletta consigliera provinciale di minoranza nel collegio Cuneo I e aderisce al gruppo PD-Impegno Civico. Si dimette dalla carica nel 2013 dopo essere stata eletta senatrice nelle liste del Partito Democratico.
Alle elezioni amministrative del 2012 viene confermata consigliera comunale, ottenendo il maggior numero di preferenze tra i candidati di tutte le liste. Diventa capogruppo del Partito Democratico e si dimette dopo l'elezione a palazzo Madama.

### Elezione a senatrice
Alle elezioni politiche del 2013 viene eletta al Senato della Repubblica nelle liste del Partito Democratico nella circoscrizione Piemonte.
Dal 7 maggio 2013 al 20 ottobre 2014 è stata membro della 13ª Commissione permanente (Territorio, ambiente, beni ambientali). Dal 20 maggio 2013 al 29 maggio 2014 è stata membro del Comitato per le questioni degli italiani all'estero. Dal 20 ottobre 2014 fa parte della 11ª Commissione permanente (Lavoro, previdenza sociale). Dal 21 gennaio 2016 è membro della 4ª Commissione permanente (Difesa). È inoltre segretaria del gruppo PD al Senato della Repubblica.
Alle elezioni amministrative del 2017, essendo stata eletta consigliera comunale di maggioranza a Cuneo, è nominata vicesindaca del capoluogo della Granda nella giunta presieduta da Federico Borgna.

### Sindaca di Cuneo
Patrizia Manassero sfiora la vittoria al primo turno delle elezioni comunali di Cuneo del 2022 con il 46,99%, risulta poi eletta al ballottaggio con il 63,31%, sconfiggendo il candidato di centrodestra Franco Civallero, che ottiene il 36,69%.
Alle elezioni primarie del Partito Democratico del 2023 sostiene la mozione della deputata Elly Schlein, che risulterà vincente con il 53,75% dei voti.